# Godihal, Ranibennur
Godihal là một làng thuộc tehsil Ranibennur, huyện Haveri, bang Karnataka, Ấn Độ.